# Stigmidium
Stigmidium Trevis. (plamuszka) – rodzaj grzybów z rodziny Mycosphaerellaceae. Liczne gatunki to grzyby naporostowe.

## Systematyka i nazewnictwo
Pozycja w klasyfikacji według Index Fungorum: Mycosphaerellaceae, Mycosphaerellales, Dothideomycetidae, Dothideomycetes, Pezizomycotina, Ascomycota, Fungi.
Synonimy nazwy naukowej: Epicymatia Fuckel, Pharcidia Körb., Pharcidiopsis Sacc. & D. Sacc.
Polska nazwa według W. Fałtynowicza.
Gatunki występujące w Polsce:
- Stigmidium caloplacae Alstrup & Olech 1996 – plamuszka jaskrawcowa
- Stigmidium congestum (Körb.) Triebel 1991 – plamuszka przebiegła
- Stigmidium conspurcans (Th. Fr.) Triebel & R. Sant. 1989 – plamuszka karliczka
- Stigmidium fuscatae (Arnold) R. Sant. 1988 – plamuszka obiałka
- Stigmidium grex Alstrup & Olech 1996 – plamuszka tatrzańska
- Stigmidium microspilum (Körb.) D. Hawksw. 1975 – plamuszka drobniutka
- Stigmidium mycobilimbiae Cl. Roux, Triebel & Etayo 1994 – plamuszka grzezicowa
- Stigmidium peltideae (Vain.) R. Sant. 1960 – plamuszka pawężnicowa
- Stigmidium pseudopeltideae Cl. Roux & Triebel 2003 – plamuszka nibypawężęnicowa
- Stigmidium schaereri (A. Massal.) Trevis. 1860 – plamuszka Schaerera
- Stigmidium superpositum (Nyl.) D. Hawksw. 1975 – plamuszka komornicowa

Nazwy naukowe na podstawie Index Fungorum. Nazwy polskie według W. Fałtynowicza.